# Spruch zur Magdeburger Weihnacht

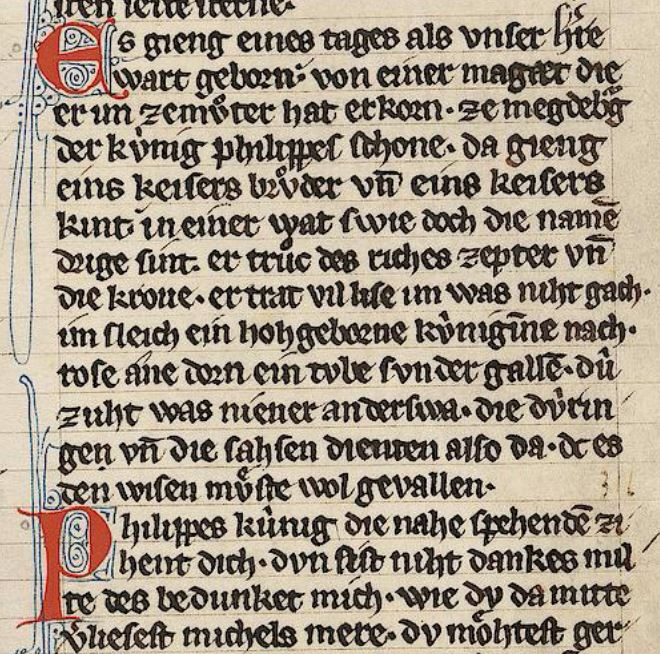
Überlieferung im Codex Manesse

Der Spruch zur Magdeburger Weihnacht (L. 19, 5) ist ein von Walther von der Vogelweide zu Beginn des 13. Jahrhunderts für Philipp von Schwaben verfasster Sangspruch aus dem Ersten Philippston, der sich auf die Geschehnisse von der Magdeburger Weihnachtsfeier von 1199 bezieht.
Walther von der Vogelweide versuchte in dem Spruch zur Magdeburger Weihnacht die Herrschaft des Staufers Philipp von Schwaben zu legitimieren, der im Thronstreit Unterstützung benötigte. Walther stellte im Spruch zur Magdeburger Weihnacht Philipp von Schwaben und seine Frau Irene Maria anhand religiöser Analogien und impliziter Vergleiche mit Otto IV., dem Gegenkandidaten Philipps von Schwaben, als ideales Herrscherpaar dar. Der Dienst der Düringe und Sahsen – "Thüringer" und "Sachsen" – machte erst das Besondere der Magdeburger Weihnacht und die Pointe in Walthers Spruch aus. Der Düringe, der erst im Sommer 1199 ins Lager der Staufer gewechselt war, und der 1197 als Gegenkandidat Philipps von Schwaben vorgeschlagene Sahse, akzeptierten den Herrschaftsanspruch Philipps von Schwaben durch ihren Dienst. Durch seine später verfasste „Wartburg-Schelte“ des Thüringer Hofes relativierte Walther jedoch den Dienst der Düringe und damit auch die Pointe in seinem Spruch zur Magdeburger Weihnacht.

## Politische Situation
Im Jahr 1197 verstarb der stauferische Kaiser Heinrich VI., was eine Reichskrise auslöste. Sein Sohn Friedrich II. war zu diesem Zeitpunkt erst drei Jahre alt und noch zu jung, um die Thronfolge anzutreten.
Um die Nachfolge Heinrichs VI. stritten sich im Staufisch-Welfischen Thronstreit der Bruder Heinrichs VI., der Staufer Philipp von Schwaben, und der vom Erzbischof Adolf von Köln favorisierte Welfe Otto IV. Im März 1198 ließ sich Philipp von Schwaben zum König wählen. Im Juni 1198 wählte eine kleinere Gruppe Fürsten den Welfen Otto IV.

Der Thronstreit spitzte sich in der Folge zwischen Philipp von Schwaben und Otto IV. zu. Philipp von Schwaben wusste die Mehrheit der Fürsten hinter sich. Außerdem besaß er die Reichinsignien: das Reichszepter und die Reichskrone. Seine Krönung fand nicht in Aachen am „richtigen Ort“ statt, sondern am „falschen Ort“ in Mainz. Die Krönung führte auch nicht der eigentlich dazu berufene Erzbischof von Köln aus, sondern der zufällig als päpstlicher Legat anwesende Erzbischof von Tarentaise. Philipp von Schwaben war also auch vom „falschen Mann“ gekrönt worden. Es gab also erhebliche Zweifel an der Rechtmäßigkeit der Krönung.
Otto IV. wurde zwar am „richtigen Ort“ und vom Erzbischof Adolf von Köln gekrönt, allerdings fehlten ihm die Reichsinsignien als Zeichen seiner Macht. 

Der Thronstreit dauerte bis zur Ermordung Philipps von Schwaben am 21. Juli 1208 in Bamberg an.
Siehe auch: Deutscher Thronstreit

## Überlieferung

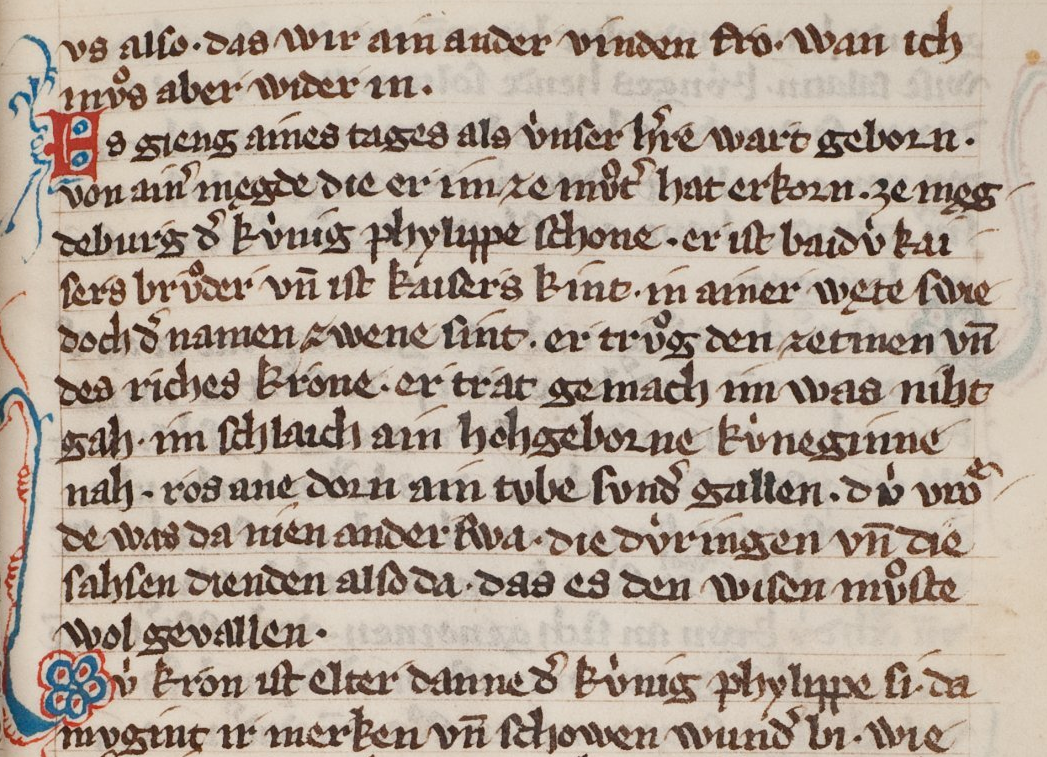
Überlieferung in der Weingartener Liederhandschrift

Der Spruch zur Magdeburger Weihnacht ist in der mit B bezeichneten Weingartner bzw. Stuttgarter Liederhandschrift und der mit C bezeichneten Großen Heidelberger bzw. Mannessischen Liederhandschrift überliefert. In der Handschrift B findet man die Strophe von der Magdeburger Weihnacht an 108. Stelle von 112 überlieferten Strophen. Dabei steht sie vor der „Kronen-Spruch“ (L. 18, 29). Die umfangreichere Handschrift C weist die Strophe von der Magdeburger Weihnacht als 292. Strophe von 447 Strophen aus. Sieben Strophen sind allerdings doppelt überliefert. Die Strophe von der Magdeburger Weihnacht steht hier nach dem „Kronen-Spruch“. 

Die beiden Handschriften unterscheiden sich darin, dass die Handschrift C im letzten Vers den Konjunktiv Präsens von müezen – in diesem Zusammenhang mit "müssen" wiederzugeben – müeste vorsieht, während Handschrift B Indikativ Präteritum muoste überliefert. (→ siehe auch: 9. müeste oder muoste). Auch an elf anderen Stellen sind Abweichungen festzustellen. Es ergibt sich allerdings an diesen Stellen keine grundsätzlich andere, von der Wahl der Handschrift abhängige Lesart.
Die erste vollständige Edition der Werke Walthers von der Vogelweide legte erstmals Karl Lachmann 1827 vor. Dabei besaß Lachmann keinen Einblick in die Handschrift B und musste daher mit Kopien arbeiten. Auch bei Handschrift C verdankte er seine Kenntnisse vorherigen Bearbeitungen der Handschrift. Ihm lagen Abdrücke mit Korrekturen, publizierte Auszüge und Notizen vor. Lachmanns Edition wurde mehrfach überarbeitet und neu aufgelegt. Die 14. und völlig neu bearbeitete Auflage aus dem Jahr 1996 stammt von Christoph Cormeau.
Die Strophe von der Magdeburger Weihnacht findet man in diversen Textausgaben (Siehe: → 11.1 Textausgaben), teilweise auch mit Übersetzung.

## Datierung
Die Datierung des Spruches zur Magdeburger Weihnacht kann nur auf textexternen Deutungen basieren und bleibt daher in gewisser Weise spekulativ. Dem Text eindeutig entnehmen lässt sich einzig, dass der Spruch nicht auf der Magdeburger Weihnacht selbst vorgetragen wurde, da Walther ihn konsequent im Präteritum verfasste.

Maurer geht davon aus, dass Walther alle Strophen des Ersten Philippstones zusammen verfasst habe. Walther müsste demnach auf der Wartburg nachzuweisen sein, da es ihm sonst nicht möglich wäre, seine „Wartburg-Schelte“ zu verfassen. Maurer folgert aus Walthers erstem Besuch auf der Wartburg 1202, dass die Strophen von da an entstanden sein könnten: „Alle Ereignisse, auf die Walther anspielt, liegen auch 1202 noch so nahe, dass die Bezüge sinn- und wirkungsvoll bleiben.“
Dem widerspricht Masser. Es handele sich bei dem Spruch zur Magdeburger Weihnacht um in der „aktuellen Situation verwurzelte «politische Tageslyrik»“. Er schließt damit eine Datierung nach 1202 aus und knüpft den Spruch von der Magdeburger Weihnacht damit eng an das Ereignis Weihnachten 1199.
Nix datiert den Spruch zur Magdeburger Weihnacht auf den 18. März 1200. Am 18. März 1200 fand ein Hoftag Philipps von Schwaben in Nürnberg statt. Bis dahin habe es von Weihnachten 1199 an keine geeignete große Versammlung der Staufer gegeben, auf der der Vortrag des Spruches zur Magdeburger Weihnacht seine Wirkung vor breitem Publikum erfüllt haben könnte, so Nix. Ferner sei es sinnvoll gewesen den Fürsten aus dem Südosten den Dienst der Fürsten aus dem Nordosten zu verkünden, da diese nicht in Magdeburg vor Ort waren. Der Spruch zeigte demnach den Fürsten aus dem Südosten, dass die pro-stauferische Partei wuchs und sei daher als Demonstration der Stärke im Thronstreit zu verstehen gewesen. Eine Datierung auf den 1. Juni 1200 oder die Zeit davor schließt Nix aus. Walther habe mit seinem Spruch zur Magdeburger Weihnacht Bezug genommen auf die Krönung der Heiligen Drei Könige am 1. Juni 1200 in Köln durch Otto IV. Der Spruch zur Magdeburger Weihnacht könne nicht an dem Tag des Ereignisses vorgetragen worden sein, auf das er reagierte.

## Form
Die Form der Strophe von der Magdeburger Weihnacht entspricht der Form der anderen Strophen des Ersten Philippstones. Sie setzt sich aus zwölf Versen zusammen und lässt sich in vier Terzinen aufteilen. Die erste und die zweite Terzine bilden den Aufgesang, die dritte und die vierte Terzine zusammen den Abgesang. Der Abgesang unterscheidet sich vom Aufgesang durch die Anzahl der Hebungen. Die vier Hebungen im siebten und im zehnten Vers unterscheiden sich von den anderen, durchgängig sechs-hebigen Versen und bilden damit die formale Abweichung von Aufgesang und Abgesang. 

Das Reimschema [aabccbddeffe] zeigt die Regelmäßigkeit des Reimes. Auf einen Paarreim folgt ein umarmender Reim, der die beiden Terzinen, die zusammen Auf- bzw. Abgesang bilden, verbindet. Walther verwandte dabei sowohl unreine Reime, wie geborn und erkorn zu Beginn, als auch reine Reime, wie kint und sint in den Versen vier und fünf.
Alle Verse der Strophe zur Magdeburger Weihnacht beginnen mit einem Auftakt. Die jeweils ersten und zweiten Verse einer Terzine enden mit einer vollen bzw. männlichen Kadenz. Dagegen endet der jeweils dritte Vers einer Terzine mit einer klingenden bzw. weiblichen Kadenz.

### Darstellung der Form in einer Tabelle
Die Tabelle orientiert sich an der Darstellung Maurers (wie Anm. 14), S. 22 und ergänzt diese.
| Vers | Ende des Verses | Reim | Kadenz   | Hebungen    | Terzine    | Auf- und Abgesang |
| ---- | --------------- | ---- | -------- | ----------- | ---------- | ----------------- |
| 1    | geborn          | a    | voll     | sechs-hebig | 1. Terzine | Aufgesang         |
| 2    | erkorn          | a    | voll     | sechs-hebig | 1. Terzine | Aufgesang         |
| 3    | schône          | b    | klingend | sechs-hebig | 1. Terzine | Aufgesang         |
| 4    | kint            | c    | voll     | sechs-hebig | 2. Terzine | Aufgesang         |
| 5    | sint            | c    | voll     | sechs-hebig | 2. Terzine | Aufgesang         |
| 6    | krône           | b    | klingend | sechs-hebig | 2. Terzine | Aufgesang         |
| 7    | gâch            | d    | voll     | vier-hebig  | 3. Terzine | Abgesang          |
| 8    | nâch            | d    | voll     | sechs-hebig | 3. Terzine | Abgesang          |
| 9    | gallen          | e    | klingend | sechs-hebig | 3. Terzine | Abgesang          |
| 10   | anderswâ        | f    | voll     | vier-hebig  | 4. Terzine | Abgesang          |
| 11   | dâ              | f    | voll     | sechs-hebig | 4. Terzine | Abgesang          |
| 12   | gevallen        | e    | klingend | sechs-hebig | 4. Terzine | Abgesang          |

### Deutung der Form
Wapnewski verbindet seine Deutung von Form und Inhalt, indem er darauf hinweist, dass jede Terzine ihr eigenes Thema habe. Die Form unterstreiche demnach den Inhalt. Diese Segmentierung des Inhaltes nach Terzinen lässt sich mit Maurer verbinden, der in den klingenden Kadenzen eine „leichte Pausierung“ der sonst „eng gefugten“ Verse sieht. Die weiblichen Kadenzen stehen am Ende jeder Terzine und bilden somit einen Abschluss.

Wapnewski spricht außerdem von einem „Kompositionsgesetz der triadischen Struktur“ und kombiniert auch hier Form und Inhalt. In der ersten Terzine werde dieser Dreiklang durch die Alliteration maget, muoter und Megdeburc – "Jungfrau", "Mutter" und "Magdeburg" – hergestellt; in der zweiten Terzine durch keisers bruoder, keisers kint und in einer wât – "Kaisers Bruder", "Kaisers Kind" und "in einem Gewand"; in der dritten Terzine durch hôhgeborne küniginne, rôse ane dorn und tube sunder gallen – "hochgeborene Königin", "Rose ohne Dornen" und "Taube ohne Falschheit". Die vierte Terzine enthielte einen solchen Dreiklang nur dann, wenn die wîsen, wie Wapnewski annimmt, die Heiligen Drei Könige meinen. Sonst steht mit den Düringe und Sahsen nur ein Duo in der letzten Terzine.

## Herrschaftsmetaphorik
Walther von der Vogelweide verdeutlichte im Spruch zur Magdeburger Weihnacht die Legitimität Philipps von Schwaben. Dazu nutze er die Genealogie. In Magdeburg gienc ein keisers bruoder und eins keisers kint – "ging eines Kaisers Bruder und eines Kaisers Kind". Damit verwies Walther auf die kaiserliche Abstammung Philipps von Schwaben, die ihn selbst als „prädestiniert zur Kaiserwürde“ darstellte. Masser zufolge sei es das Ziel Walthers gewesen, einen Vergleich zu Otto IV. aufzubauen. Otto IV. hätte diesem Vergleich nicht standhalten können, da er selbst als Sohn Heinrichs des Löwen nicht kaiserlicher Abstammung gewesen sei. Die vorgeschlagene Deutung setzte voraus, dass die Zuhörer Walthers die Abstammung der beiden Thronkandidaten kannten, da sie sonst die Anspielung nicht verstanden hätten. Die Wirkung wäre gering gewesen. 

Gleiches galt im Bezug auf die Reichsinsignien. Walther betonte, dass Philipp von Schwaben in Magdeburg des rîches zepter und die krône – "das Reichszepter und die Krone" – getragen hätte. Nix sieht in dieser Anspielung den Zweck, den Kronen, mit denen Otto IV. in Köln die Heiligen Drei Könige krönte, die Reichskrone entgegenzustellen. Es scheint aber auch hier ein impliziter Vergleich mit Otto IV. möglich. Walther hätte demnach die Reichsinsignien stark hervorgehoben, um zu verdeutlichen, dass Otto IV. nicht in deren Besitz gewesen sei und ihm daher das Königtum nicht zugestanden hätte. 

Masser weist auf den Vers er trat vil lîse, im was niht gâch – "er schritt sehr langsam, er hatte keine Eile" – aus dem Spruch zur Magdeburger Weihnacht hin. Auch hier hätte Walther einen Vergleich mit Otto IV. beabsichtigt. Otto IV., dem Masser „Mangel an höfischer Kultiviertheit“ bescheinigt, sei nicht in der Lage gewesen, wie Philipp von Schwaben würdevoll an einer Prozession wie im Magdeburger Dom teilzunehmen. Der Satz im was niht gâch sei demnach ein Verweis auf die einem König angemessene Zurückhaltung Philipps von Schwaben gewesen. Die Vorstellung von Philipp als dem „Feingliedrigen“ und Otto als dem „Kräftigen“ seien zur Zeit des Thronstreits verbreitet gewesen, sodass bei Walthers Zuhörern ein Verständnis der Anspielungen anzunehmen sei.

## DüringeundSahsen
Die Düringe und die Sahsen dienten im Rahmen der Magdeburger Prozession Philipp von Schwaben. Der Grund der Erwähnung des Dienstes im Spruch zur Magdeburger Weihnacht und seine Art unterscheiden sich.

Walther von der Vogelweide meinte mit dem Dienst der Sahsen vermutlich den Dienst Bernhards von Sachsen. Dieser führte im Rahmen der Prozession den Schwertträgerdienst aus. Im Bericht in der Halberstädter Bischofschronik über die Magdeburger Weihnacht fand dies Erwähnung, was ein Indiz für die Wichtigkeit des Schwertträgerdienstes war. Der Schwertträgerdienst stellte eine besondere Auszeichnung dar und war von besonderer Bedeutung. Beim Mainzer Pfingstfest 1184 entbrannte ein Streit verschiedener Monarchen darum, wer den Schwertträgerdienst ausführen dürfte. Bernhard von Sachsen diente somit in der Prozession an exponierter Stelle. Zudem lehnte es Bernhard von Sachsen 1197 ab, sich selbst als Thronkandidat aufstellen zu lassen und trat auf die Seite Philipps von Schwaben. Der Dienst im Rahmen der Magdeburger Prozession bekam damit eine stärkere Bedeutung und besiegelte die Anerkennung Philipps von Schwaben durch einen ehemaligen potentiellen Gegenkandidaten. Dieses wichtige Zeichen nahm Walther in seinem Spruch zur Magdeburger Weihnacht auf.

Mit dem Dienst der Düringe bezeichnete Walther vermutlich den Dienst des Landgrafen Hermann von Thüringen im Rahmen der Magdeburger Prozession. Der Dienst Hermanns von Thüringen fand nicht an exponierter Stelle statt. Es liegen auch keine Quellen vor, die die Form des Dienstes des Hermanns von Thüringen beschreiben. Nellmann geht davon aus, dass der Dienst darin bestanden habe, dass „der Landgraf (und sein Gefolge) sich an der ihm zukommenden Stelle in der Prozession einreihte“. Hermann von Thüringen trat erst im Sommer 1199 zu Philipp von Schwaben über. Vorher unterstützte er den Welfen Otto IV. Damit erlangte der Dienst in der Magdeburger Prozession seine besondere Bedeutung. Walther nahm ihn in seinen Spruch zur Magdeburger Weihnacht auf, um den Parteiwechsel des Landgrafen Hermann von Thüringen zu dokumentieren und zu publizieren.

## Religiöse Analogie
Walther von der Vogelweide verwendete in seinem Spruch zur Magdeburger Weihnacht mehrfach religiöse Anspielungen. Er hob hervor, dass die Prozession in Megdeburc, der Stadt der Jungfrau, stattfand. Den Weihnachtstag selbst umschrieb er mit eines tages als unser herre wart geborn- "an dem Tag als unser Herr geboren wurde". In der Dreieinigkeit von Kaisersohn, Kaiserbruder und Kaiser selbst sieht Wapnewski eine Analogie zur Dreieinigkeit im christlichen Glauben von Vater, Sohn und Heiligem Geist. Auch der Königin schrieb Walther zu, eine rôse âne dorn und eine tube sunder gallen zu sein. Diese Attribute kamen sonst nur der Gottesmutter Maria zu. 

Wapnewski folgert aus Walthers religiösen Anspielungen, dass es Walther darum gegangen sei „Gott selber mitschreiten zu lassen“. Die Prozession sei dabei nicht eine Huldigung Philipps von Schwaben gegenüber Gott gewesen, sondern eine Stilisierung der eigenen Person. Dabei sei das Fest zur Geburt des Herrn auch zu einem „Fest der Wiedergeburt seines irdischen Stellvertreters“ geworden. Philipp von Schwaben erscheine in Walthers Spruch zur Magdeburger Weihnacht als ein gottähnliches Wesen, was auch dem Bild, das die Menschen im Mittelalter von ihrem Herrscher hatten, entspräche. Wapnewski interpretiert also den Spruch zur Magdeburger Weihnacht als eine von Walther hergestellte Analogie zur Weihnachtsgeschichte.(siehe:→ 8. wîsen-Diskussion)
Konietzko nimmt die religiösen Anspielungen weniger wichtig. Festkrönungen im Rahmen kirchlicher Feiern an Weihnachten oder Ostern, wie im Magdeburger Dom, seien für die Herrscher zur Zeit Philipps von Schwaben etwas Selbstverständliches gewesen. Walther hätte im Spruch zur Magdeburger Weihnacht nur die Entsprechung der Norm durch Philipp von Schwaben beschrieben. Das Besondere an der Magdeburger Weihnacht könne demnach nicht im religiösen Bereich oder religiösen Analogien zu suchen sein. Besonders sei der Dienst der Düringe und Sahsen im Rahmen der Prozession gewesen. Dass hätte für Walther den Grund dargestellt, die Geschehnisse von der Magdeburger Weihnacht 1199 in einem Spruch zu verarbeiten. 

Masser sieht in der Beschreibung der Königin Irene-Marie als hohgeborn, rôse âne dorn und tube sunder gallen den Versuch Walthers, die Frauen Philipps von Schwaben und Ottos IV. zu vergleichen und in seine Propaganda einzubauen. Während Irene Maria als Tochter des Kaisers von Byzanz eine würdige Königin dargestellt hätte, sei Otto IV. mit Maria von Brabant verlobt gewesen, die zu dieser Zeit aber noch ein Kind gewesen sei.

## Wîsen-Diskussion
Die Frage, wen Walther mit den wîsen im Spruch zur Magdeburger Weihnacht gemeint habe, diskutiert die Forschung kontrovers. Wapnewski, Nix und Konietzko vertreten die Auffassung, dass es sich bei den wîsen um die Heiligen Drei Könige handele. Nellmann geht davon aus, dass man die wîsen mit „Kenner“ oder „Sachverständige“ besser wiedergibt.

### Verständnis derwîsenals Heilige Drei Könige
Wapnewski behauptet, die wîsheit habe schon zur Zeit Walthers als Eigenschaft der Heiligen Drei Könige gegolten. Zwei deutsche Predigten aus dem 12. Jahrhundert gäben das wieder. Dort sei bei Herodes in Matthäus 2,7 von den „wîson man“ – "weisen Männern" – die Rede gewesen. In einer anderen Predigt finde man „die künige die waren wîse“ – "die Heiligen Drei Könige waren weise". 

Dem widerspricht Nellmann. Erst in der Mitte des 14. Jahrhunderts seien die lateinischen Magi – "Magier" – mit dem Ausdruck weysen – "die Weisen" – wiedergegeben worden und auch dort nur an Stellen, an denen es sich nur um die Heiligen Drei Könige handeln konnte. Diesen eindeutigen Kontext habe es bei Walthers Spruch zur Magdeburger Weihnacht nicht gegeben. Da der eindeutige Kontext gefehlt habe, müsse bezweifelt werden, dass das Publikum Walthers Anspielung auf die Heiligen Drei Könige verstanden hätte. Wenn der Schlussvers nur von Eingeweihten verstanden worden wäre, sei dies „tödlich für die Wirkung“ des Spruches zur Magdeburger Weihnacht gewesen.

### Krönung der Heiligen Drei Könige durch Otto IV.
Am 1. Juni 1200 krönte Otto IV. in Köln in einem symbolischen Akt die Heiligen Drei Könige mit wertvollen goldenen Kronen. Nix interpretiert die Krönung als Versuch Ottos IV. sich als „vierten heiligen König“ darzustellen und seinen Herrschaftsanspruch zu untermauern. Wapnewski glaubt, dass es Otto IV. darum gegangen sei, sich mit der Krönung der Heiligen drei Könige selbst zu legitimieren und den fehlenden Besitz der Reichskrone zu kaschieren. Walther habe zudem versucht die Heiligen Drei Könige für die Staufer zurückzugewinnen, indem er sie im Rahmen der Prozession der Magdeburger Weihnacht auftreten ließ. Auch den Vers diu zuht was niener anderswâ – "der Anstand war nie woanders" – aus dem Spruch zur Magdeburger Weihnacht sieht Wapnewski als direkten Verweis auf die Krönung der Heiligen Drei Könige durch Otto IV. Das, was Otto IV. in Köln gemacht habe, sei nicht mit der dargebotenen zuht auf der Magdeburger Weihnacht vergleichbar gewesen. Walther nahm, indem er die Heiligen Drei Könige in die Magdeburger Weihnacht integrierte und die Krönung in Köln relativierte, Otto IV. den gewünschten Effekt. 

Nellmann verweist auf viele unzureichende und falsche Datierungen in den Annalen. Dieses Chaos führe dazu, dass das Datum am 1. Juni 1200 nicht gesichert sei. Es müsse für möglich gehalten werden, dass Otto IV. zu einem anderen Zeitpunkt die Heiligen Drei Könige krönte. Zudem sei die Krönung der Heiligen Drei Könige durch Otto IV. keine Aktion besonderer Tragweite gewesen. Nicht einmal Kölner Quellen hätten sie erwähnt. Dass Walther auf ein Ereignis reagierte, das nicht einmal im Machtbereich Ottos IV. für Aufregung sorgte, kann ausgeschlossen werden.

### Form
Wapnewski argumentiert mit der Form des Spruches zur Magdeburger Weihnacht. In allen Terzinen des Spruches zur Magdeburger Weihnacht existiere eine Trinität (→ siehe: 4. Form). Diese fehle nur in der vierten Terzine, in der Düringe und Sahsen lediglich ein Duo bildeten. Durch den Einsatz der Heiligen Drei Könige werde die Trinität auch in der vierten Terzine hergestellt. Wenn man die wîsen also nicht als die Heiligen Drei Könige verstehe, ergäbe das einen Bruch im Bereich der Form.

### Inhalt
Auch zur inhaltlichen Interpretation setzt Wapnewski die Heiligen Drei Könige ein. Der Dienst der Düringe und Sahsen habe sich mit dem Dienst der Heiligen Drei Könige vergleichen müssen. Wenn der Dienst der Fürsten wahrhaftig gewesen sei, wie einst der Dienst der Heiligen Drei Könige, habe dieser auch „vor ihrem Urteil bestehen können“. Im Spruch zur Magdeburger Weihnacht sprach Walther das Urteil, indem er unterstellte, dass der Dienst der Düringe und Sahsen den wîsen gefallen hätte. Es sei nicht logisch, in einem religiösen Metaphern angereicherten Spruch eine irdische Urteilsinstanz auftreten zu lassen, die dann über das Gefallen oder Nicht-Gefallen des Dienens der Düringe und Sahsen urteile. Das hätte einen „merkwürdigen Bruch von Stil, Bild und Aussage“ bewirkt. 

Nellmanns Interpretation der wîsen als Kenner lässt den inhaltlichen Schluss zu, dass der Dienst der Düringe und Sahsen in der Magdeburger Prozession denjenigen, die es beurteilen konnten, gefallen habe. Das Lob der wîsen habe zu Walthers Zeit, beispielsweise im Parzival Wolframs von Eschensbach, als hohe Auszeichnung gegolten, jenseits einer religiösen Bedeutung. 

Beide Interpretationen haben aber gemeinsam, dass sie die wîsen als Urteilsinstanz über den Dienst der Düringe und Sahsen betrachten.
Konietzko ergänzt diese Sichtweise. Walther habe mit den wîsen alle Fürsten angesprochen, die sich im Thronstreit noch nicht auf der Seite Philipps von Schwaben gestellt hatten. Ihnen habe Walther die Möglichkeit eröffnet, „am Dienen der Thüringer und Sachsen Wohlgefallen zu haben“ oder als unwîse zu gelten. Wenn ihnen der Dienst aber gefallen hätte, seien sie ebenfalls Teil der wîsen gewesen und müssten sich folgerichtig in denselben Dienst, wie einst die Heiligen Drei Könige bei Jesus von Nazaret, bei Philipp von Schwaben begeben, wie es Düringe und Sahsen bereits vorgemacht hatten.

## Muosteodermüeste
Der Diskussion, wer die wîsen im Spruch zur Magdeburger Weihnacht gewesen seien, folgt die Frage, ob diesen der Dienst der Düringe und Sahsen gefallen muoste oder müeste. Die Handschrift B überliefert Präteritum Indikativ muoste, während die Handschrift C Konjunktiv Präsens müeste überliefert. Walther von der Vogelweide verwendete sonst in seinem Spruch zur Magdeburger Weihnacht durchgängig das Präteritum. Eine weitere Konjunktivform baute er nicht ein.
Wapnewski baut auf seine Interpretation der wîsen als Heilige Drei Könige auf. Er wählt die Konjunktivform müeste, da diese „die Dimension des Weihnachtswunders“ öffne. Die Urteilsinstanz dürfe nicht gegenwärtig gedacht werden. Die Heiligen Drei Könige mussten von den Hörern des Spruches zur Magdeburger Weihnacht gedanklich aus der Weihnachtsgeschichte in die Magdeburger Weihnacht transportiert werden. Die Vorstellung, dass der Dienst der Düringe und Sahsen den Heiligen Drei Königen gefallen hätte, wenn sie gegenwärtig gewesen wären, macht die nach Wapnewski die Stärke der Pointe aus.
Konietzko bevorzugt ebenfalls den Konjunktiv müeste. Er verknüpft den Konjunktiv eng mit dem wîse-Sein. Der Konjunktiv habe die anwesenden Fürsten indirekt aufgefordert, dem Beispiel der Düringe und Sahsen zu folgen. Der Dienst der Düringe und Sahsen müsste denjenigen gefallen haben, die wîse und „nicht in irdischer Verblendung befangen“ seien. Damit hätte Walther durch den Konjunktiv das wîse-Sein und Gefallen am Dienst der Düringe und Sahsen untrennbar miteinander verknüpft. Der Konjunktiv wirkte deshalb nötigend, weil er auch die Möglichkeit offenließ, für unwîse zu gelten, wofür aber keiner gelten wollte. Für Konietzko scheint der Indikativ diese Möglichkeit nicht zu bieten.

Nix widerspricht Wapnewski, obwohl auch er die wîsen als Heilige Drei Könige interpretiert. Die Heiligen Drei Könige seien im Mittelalter immer gegenwärtig gedacht gewesen. Der Indikativ muoste sei vorzuziehen. Zumal der Konjunktiv die Aussage des Schlussverses abschwächen würde. Der „intendierte Sinn der Bekräftigung und Beglaubigung“ bekäme keine Entsprechung in dem Muss des Gefallens.
Nellmann schließt an seine Interpretation der wîsen als „Kenner“ oder „Sachverständige“ an. Den Konjunktiv müeste hält er für eine „schwache Pointe“. Auch er entscheidet sich demnach für den Indikativ muoste. Nellmann interpretiert den Schlussvers als Urteilsspruch der wîsen. Ihnen musste der Dienst der Düringe und Sahsen gefallen.

## Die Strophe von der Magdeburger Weihnacht im Ersten Philippston

### „Kronen-Spruch“ (L. 18, 29)
Thematisch bildet die Strophe von der Magdeburger Weihnacht eine Einheit mit dem „Kronen-Spruch“. Beide Strophen seien als Preisstrophen für Philipp von Schwaben verfasst worden. In beiden Strophen wird auf die Reichinsignien verwiesen, die Philipp von Schwaben als König auszeichnen und die seinem Gegner Otto IV. fehlen. Außerdem verwies Walther in beiden Strophen auf die kaiserliche Herkunft Philipps von Schwaben. Im „Kronen-Spruch“ bestand dieser Verweis in sîn keiserlîchez houbet – "sein kaiserliches Haupt" –, in der Strophe von der Magdeburger Weihnacht in keisers bruoder und keisers kint. Einen direkten inhaltlichen Bezugspunkt sieht Wapnewski in dem abschließenden der stein ist aller fürsten leitesterne des „Kronen-Spruches“. Der biblische Leitstern wies den Suchenden Heiligen Drei Königen den Weg nach Bethlehem. Der kaiserliche Leitstern führte die Fürsten nach Magdeburg. Beides geschah am Tag an dem Tag als unser herre wart geborn. In dieser Analogie sieht Wapnewski den Leitstern als Zeichen für alle Suchenden und stellt eine Verbindung von „Kronen-Spruch“ und Magdeburger Weihnacht her.
Die Datierung beider Sprüche ist umstritten (Zur Datierung der Magdeburger Weihnacht siehe: → 3. Datierung). Der „Kronen-Spruch“ wird meist auf den Krönungsakt in Mainz am 12. Juli 1198 oder auf die Magdeburger Weihnacht 1199 datiert. Die Handschrift B ordnet den „Kronen-Spruch“ im Gegensatz zu Handschrift C nach der Magdeburger Weihnacht ein. Beide Sprüche stehen also zeitlich und inhaltlich eng zusammen. Eine gegenseitige Beeinflussung muss daher angenommen werden.

### „Wartburg-Schelte“ (L. 20, 4)
Die „Wartburg-Schelte“ ironisiert den Spruch von der Magdeburger Weihnacht und rückt den Dienst der Düringe in ein neues Licht. In der „Wartburg-Schelte“ kommt Philipp von Schwaben nicht vor. Walther beschrieb in diesem Spruch das Chaos am Thüringer Hof. Exemplarisch hieß es: ein schar vert ûz, diu ander in, naht und tac. Der Bezug zum Spruch zur Magdeburger Weihnacht liegt in dem Dienst der Düringe. Er wird relativiert und ironisiert. Die zuht, die Walther den Düringe zusprach, wird in der „Wartburg-Schelte“ ins Gegenteil gewendet. Daher verliert der Dienst der Düringe in der Magdeburger Prozession seine ursprüngliche Strahlkraft und seinen propagandistischen Wert für die Sache Philipps von Schwaben.
Das Walther diesen Spruch im selben Ton wie seine Preissprüche „Kronen-Spruch“, Magdeburger Weihnacht und „Philipps-Dank“ (L. 19, 29) verfasste, führt Niles darauf zurück, dass Walther damit ausschließen wollte, dass „die Strophe mit den anderen zur Preisung Philipps vorgetragen wird“.

### „Philipps-Dank“ (L.19, 29)
Der „Philipps-Dank“ stellt ein weiteres Preislied Walthers von der Vogelweide für Philipp von Schwaben dar. Allerdings geht es dabei um Walthers persönlichen Dank, dass daz rîch und ouch diu krôn – "das Reich und auch die Krone" – ihn aufgenommen haben. Thematisch unterscheidet es sich also stark von dem Spruch zur Magdeburger Weihnacht.

### „Löwenherz-Mahnung“ (L. 19, 17)
Die „Löwenherz-Mahnung“ bricht mit den Preissprüchen und wirft Philipp von Schwaben mangelnde dankes milte – "freiwillige Großzügigkeit" – vor. Mit dem Spruch von der Magdeburger Weihnacht gemeinsam ist ihr nur der Ton und der Bezug auf Philipp von Schwaben durch die in beiden Sprüchen verwendete Anrede „König Philipp“.

### Textausgaben
In folgenden Textausgaben ist der Spruch zur Magdeburger Weihnacht zu finden:
- Christoph Cormeau (Hrsg.): Walther von der Vogelweide. Leich, Lieder und Sangsprüche. 14. völlig neu bearbeitete Auflage der Ausgabe Karl Lachmanns mit Beiträgen von Thomas Bein und Horst Brunner. Walter de Gruyter, Berlin / New York 1996, ISBN 3-11-013608-2 (kart.) und ISBN 3-11-014821-8 (Pp.).
- Friedrich Maurer (Hrsg.): Die Lieder Walthers von der Vogelweide. Band 1: Die religiösen und politischen Lieder. 4. Auflage. Max Niemeyer Verlag, Tübingen 1974, ISBN 3-484-20080-4.
- Helmut Protze (Hrsg.): Walther von der Vogelweide. Sprüche und Lieder. VEB Bibliographisches Institut, Leipzig 1983.
- Silvia Ranawake (Hrsg.): Walther von der Vogelweide. Gedichte. Teil 1: Der Spruchdichter. 11. Auflage auf der Grundlage von Hermann Paul. Max Niemeyer Verlag, Tübingen 1997, ISBN 3-484-20110-X (kart.) und ISBN 3-484-21101-6 (Gewebe).
- Wilhelm Wilmanns (Hrsg.): Walther von der Vogelweide. 2. Band: Lieder und Sprüche Walthers mit erklärenden Anmerkungen.  4. vollständig umgearbeitete Auflage von Victor Michels, Buchhandlung des Waisenhauses, Halle (Saale) 1924.

Mit Übersetzung:
- Jörg Schäfer: Walther von der Vogelweide. Werke. Wissenschaftliche Buchgesellschaft, Darmstadt 1972, ISBN 3-534-03516-X.
- Günter Schweikle: Walther von der Vogelweide. Band 2: Spruchlyrik. 2. Auflage, Philipp Reclam jun., Stuttgart 2005, ISBN 3-15-000819-0.

### Sekundärliteratur
- Peter Konietzko: Darstellung als Deutung: Die Wîsen bei König Philipps Magdeburger Weihnacht (1199). Überlegungen zu Walthers 1. Philippston (L.19, 5). In: Christoph Cormeau (Hrsg.): Zeitgeschehen und seine Darstellung im Mittelalter. L'actualité et sa représentation au Moyen Age., Bouvier Verlag, Bonn 1995, ISBN 3-416-02521-0, S. 136–172.
- Achim Masser: Zu Walthers Propagandastrophen im ersten Philippston (L.18, 29 und L.19,5). In: Werner Besch u. a. (Hrsg.): Studien zur deutschen Literatur und Sprache des Mittelalters. Festschrift für Hugo Moser zum 65. Geburtstag., Erich Schmidt Verlag, Berlin 1974, ISBN 3-503-00791-1, S. 49–59.
- Eberhard Nellmann: Die <Weisen> auf dem Magdeburger Weihnachtsfest und die Heiligen Drei Könige zu Köln. In: Mark Chinca, Joachim Heinzle und Christopher Young (Hrsg.): Blütezeit. Festschrift für L. Peter Johnson zum 70. Geburtstag, Max Niemeyer Verlag, Tübingen 2000, ISBN 3-484-64018-9, S. 53–65.
- Matthias Nix: Untersuchungen zur Funktion der politischen Spruchdichtung Walthers von der Vogelweide. Kümmerle Verlag, ISBN 3-87452-834-0.
- Peter Wapnewski: Die Weisen aus dem Morgenland auf der Magdeburger Weihnacht. Zu Walther von der Vogelweide 19, 5.  In: Peter Wapnewski (Hrsg.):  Waz ist minne. Studien zur Mittelhochdeutschen Lyrik., Verlag C.H. Beck, München 1975, ISBN 3-406-05865-5, S. 155–180.